# College Place (Washington)
College Place je grad u američkoj saveznoj državi Washington. Prema popisu stanovništva iz 2010. u njemu je živjelo 8.765 stanovnika.